# Josep Colomer Volart
Josep Colomer Volart fue un político y fabricante textil de Mataró, diputado de la Mancomunidad de Cataluña por la Liga Regionalista, partido conservador y catalanista.

## Biografía
Sus padres fueron Tomás Colomer Volart y Josepa Volart Casas y su abuelo paterno el fabricante textil Narcís Colomer Filvà. 
Fundó la Academia Musical Mariana en 1918, con sede en el Fomento Mataroní. Inicialmente se trataba de una formación instrumental, pero muy pronto, en el verano de 1920, se añade la masa coral. Según Joaquim Casas hizo que aumentara el sentido del catalanismo.
Fue copromotor junto con Mn. José M. Andreu del cual recibió la aprobación del Dr. Josep Samsó -beatificado en 2010-, de la 'Comissió Pro-Soldadats Romans' por los años 1926 y 1927. Esta comisión venía a llenar la ausencia de los armados en las procesiones de Semana Santa desde hacía unos años.
Tuvo una destacada colaboración con el Museo Comercial Pedagógico (1916) que fue creado por la Asociación de Antiguos Alumnos de la Escuela Pia Santa Anna de Mataró. Para llevar a cabo el proyecto se creó una Comisión que estuvo formada por diez miembros.
Los Colomer pagaron el órgano de la basílica de Santa María de Mataró, considerado el órgano romántico más importante de Cataluña y fue capitaneado por Josep Colomer Volart. Fueron varios miembros implicados de los Colomer en este mecenazgo, entre ellos sus tíos Francisco Colomer Volart y su esposa Teresa Volart Casas tal como explicaba la nieta de los últimos, Mercedes Llisorgas. 
La Revista Musical Catalana publicada por el Orfeón Catalán, llamaba a los Colomer como excelentes patricios mataronenses. En el diario La Vanguardia, bajo el título El Papa y el Emperador, escribía Vicente María de Gibert: «Me he extendido algo con la descripción del nuevo órgano de Santa María, no sólo por tratarse de una obra verdaderamente importante, sino también para justificar las calurosas felicitaciones que quiero tributar públicamente al pequeño núcleo de generosos patricios del cual el gran sacrificio ha hecho posible esta gran empresa, debiendo mencionar muy especialmente el prestigioso industrial mataronense Josep Colomer y Volart».
Presidió el primer patronato de la Escuela de Tejidos de Canet de Mar que fue inaugurado por el presidente de la Mancomunidad Josep Puig i Cadafalch.
Fue copropietario de Manufacturas Colomer Hermanos.